# Smilykovtsi
Smilykovtsi ou Smiljkovci (en macédonien Смиљковци) est un village situé à Gazi Baba, une des dix municipalités spéciales qui constituent la ville de Skopje, capitale de la Macédoine du Nord. Le village ne comptait aucun habitant à l'année en 2002. Il se trouve au nord de Skopje, près du périphérique.